# Den negride race
|  | For ordet "neger", se artiklen Neger |
 Denne artikel bør gennemlæses af en person med fagkendskab for at sikre den faglige korrekthed.

I den nu miskrediterede racelære var Den negride race eller negrid (negroid) betegnelsen for mennesker fra Afrika - især fra Afrika syd for Sahara - som man mente var en biologisk gruppe med særlige anatomiske og fænotypiske karakteristika. Som typiske negroide træk regnedes bred næse, kruset hår og mørk hud.

## Ordetnegroid
Begrebet negroid er afledt af ordet neger, som stammer fra det latinske niger, det vil sige "sort". I den pseudovidenskabelige racelære som den fandtes frem til midten af det 20nde århundrede udgjorde den negroide race en af tre menneskeracer, de to andre var den kaukasoide race og den mongoloide race. Nogen gange var den australoide race tilføjet som en fjerde kategori. Denne terminologi er arkaisk, og dens fortsatte brug er blevet omstridt (jf. menneskerace). Allerede i 1930-erne blev både australske indfødte og folkeslagene i det sydlige Afrika givet egne kategorier af den fysiske antropolog Carleton S. Coon. Folkeslagene, som har været klassificerede som "negroider", omfatter en så bred mangfoldighed, at de fleste antropologer efter 1970 ikke har fundet en sådan afgrænsning dækkende.

## Genetik
Moderne genetik har afsløret, at kapoiderne er mindre beslægtet med kongoiderne end kongoiderne er med de fleste ikke-afrikanske folkegrupper. Gruppen "den negroide race" i sin oprindelige betydning er derved ikke en enkelt folkegruppe, men en samlebetegnelse på flere tropiske folkegrupper, som alle har beholdt en del originale fællestræk fra de første moderne mennesker. I snæver forstand er den negroide race det samme som kongoiderne, som omfatter de folkeslag, som taler nigerkongo-sprog (med undtagelse af xhosaene og pygmæerne, som er kapoider).

### Kropsbygning
Alle negride folkeslag er tropiske eller subtropiske og er tilpassede dette miljø. Dette indebærer, at de er relativt spelemmede og har mindre kropsbehåring i forhold til mere nordlige folkeslag som europæere. Dette giver dem en højere overflade/volumen-rate, og hjælper til at nedkøle kroppen. Enkelte er ekstremt lange og tynde, som masaier, og dinka, mens andre, særlig dem, som lever i skovområder, så som negritoerne i Asien og pygmæere er meget små og spinkle.

### Ansigt og hovedskal
Kæben hos negride folk er fremspringende, med relativt større tænder end det man ser hos asiatiske og europæiske folkeslag. Den tredje kindtand har en tydelig korsformet forsænkning. En undtagelse er negritoerne, som har relativt små kæber med tænder formet tilsvarende dem hos omkringliggende sydasiatiske folkeslag. Næseryggen er også lav og jævnt hvælvet, mens næseåbningen er bred således, at næsen fremstår som lav og bred. De højere og smallere næser hos andre folkeslag, særlig europæere, er en tilpasning til andre klimatiske forhold. Hjernekassen er lang og hos de fleste ganske smal. Hos afrikanske negrider er hjernekassen lang og høj, hos australiere er den lang og lav mens mange negritoer har en mere afrundet hjernekasse.

### Hår
Håret kendetegnes ved at være stridt og krøllet, hårstråene er flade og gror langsomt. Graden af krøller varierer, fra "peberkornhår" hos buskmænd og andre afrikanske folkegrupper, til relativt længere (men fortsat krøllet) hår hos negritoer og australske urindbyggere. Hårfarven er altid sort, med undtagelse af stammefolk på Melanesien som er blonde takket være en enkel lokal mutation.

### Hudfarve
Selve ordet "negroid" betyder sortagtig, og den mørke hudfarve er er det mest iøjnefallende kendetegn ved gruppen. Hudfarven falder i området mørk brun til sort (22-36 på von Luschans skala) hos de aller fleste negroide folkeslag. Den mørke hudfarve er er en tilpasning til det stærke sollys i tropiske og subtropiske områder. Kapoiderne i det sydlige Afrika lever imidlertid på højere breddegrader og er nærmest sandfarvede (15-32 på von Luschans skala). Mørk hudfarve findes også hos en del ikke-negroide indiske folkeslag således, at den mørke farve, som giver gruppen navnet, alene ikke er noget godt kendetegn.

## Moderne brug af ordet
Efter, at Carleton S. Coon delte afrikanske negrider ind i den kongoide race og den kapoide race i 1930-erne, er begrebet negroid i sin originale betydning stort set forsvundet. Udrykket bruges imidlertid af og til i antropologien som synonymt med kongider, det vil sige "sorte afrikanere". Grundene til dette er delvis, at de andre folkeslag, som originalt udgjorde den negroide race (capoider, negritoer og australiens urbefolkning) er ret fåtallige og sjældent eller aldrig dukker op som indvandrere udenfor sine hjemmeområder. De eneste negroider, man kan træffe på i for eksempel Europa eller Nordamerika, er folk med kongoid baggrund, som udgør en mere ensartet folkegruppe end den originale vide betydning.
I den vestlige verden i dag består befolkningen næsten udelukkende af repræsentanter fra tre folkegrupper: Europæere, asiater fra et begrænset område og sorte afrikanere (kongider). Dette er grundlaget for at en tredeling af menneskeracer fortsat praktiseres i for eksempel retsantropologi, selv om det giver et skævt billede af den virkelige variation hos vor art. Disse betegnes gerne som "kaukasoider", "mongolider" og "negrider", eller mere neutralt som "europæere", "asiatere" og "afrikanere".